# Liste der vom IOC anerkannten internationalen Verbände
Zur olympischen Bewegung gehören insgesamt 75 vom Internationalen Olympischen Komitee (IOC) anerkannte internationale Verbände (IF). Diese Verbände müssen in ihren Statuten und Aktivitäten mit der Olympischen Charta übereinstimmen und ihre Sportarten weltweit organisieren. Sportarten, Disziplinen oder Wettbewerbe werden vom IOC nicht anerkannt, sondern jeweils zu den Olympischen Spielen festgelegt.
| Legende: |                                                                                    | 30 Verbände der Olympischen Sommerspiele, die in der ASOIF zusammengeschlossen sind |
| Legende: | 7 Verbände der Olympischen Winterspiele, die in der AIOWF zusammengeschlossen sind |                                                                                     |
| Legende: | 38 weitere vom IOC anerkannte Verbände, die in der ARISF zusammengeschlossen sind  |                                                                                     |

| Lfd. | Sportart            | Kurz | Internationaler Verband                            | Mitglieder | Website | Bemerkungen                               |
| ---- | ------------------- | ---- | -------------------------------------------------- | ---------- | ------- | ----------------------------------------- |
| 1    | Badminton           | BWF  | Badminton World Federation                         | 194        | Website |                                           |
| 2    | Basketball          | FIBA | Fédération Internationale de Basketball            | 213        | Website |                                           |
| 3    | Bogenschießen       | WA   | World Archery Federation                           | 170        | Website |                                           |
| 4    | Fechten             | FIE  | Fédération Internationale d’Escrime                | 154        | Website |                                           |
| 5    | Fußball             | FIFA | Fédération Internationale de Football Association  | 211        | Website |                                           |
| 6    | Gewichtheben        | IWF  | International Weightlifting Federation             | 187        | Website |                                           |
| 7    | Golf                | IGF  | International Golf Federation                      | 132        | Website | wieder olympisch seit 2016                |
| 8    | Handball            | IHF  | Internationale Handballföderation                  | 201        | Website |                                           |
| 9    | Hockey              | FIH  | Fédération Internationale de Hockey                | 137        | Website |                                           |
| 10   | Judo                | IJF  | International Judo Federation                      | 200        | Website |                                           |
| 11   | Kanusport           | ICF  | International Canoe Federation                     | 164        | Website |                                           |
| 12   | Leichtathletik      | WA   | World Athletics                                    | 214        | Website |                                           |
| 13   | Moderner Fünfkampf  | UIPM | Union Internationale de Pentathlon Moderne         | 115        | Website |                                           |
| 14   | Radsport            | UCI  | Union Cycliste Internationale                      | 203        | Website |                                           |
| 15   | Reitsport           | FEI  | Fédération Équestre Internationale                 | 133        | Website |                                           |
| 16   | Ringen              | UWW  | United World Wrestling                             | 156        | Website |                                           |
| 17   | Rollsport           | WS   | World Skate                                        | 130        | Website |                                           |
| 18   | Rudern              | FISA | World Rowing                                       | 155        | Website |                                           |
| 19   | Rugby               | WR   | World Rugby                                        | 120        | Website | wieder olympisch seit 2016                |
| 20   | Sportschießen       | ISSF | International Shooting Sport Federation            | 158        | Website |                                           |
| 21   | Schwimmsport        | FINA | World Aquatics                                     | 209        | Website |                                           |
| 22   | Segeln              | WS   | World Sailing                                      | 144        | Website |                                           |
| 23   | Sportklettern       | IFSC | International Federation of Sport Climbing         | 99         | Website |                                           |
| 24   | Surfsport           | ISA  | International Surfing Association                  | 104        | Website |                                           |
| 25   | Taekwondo           | WTF  | World Taekwondo                                    | 204        | Website |                                           |
| 26   | Tennis              | ITF  | International Tennis Federation                    | 213        | Website |                                           |
| 27   | Tischtennis         | ITTF | International Table Tennis Federation              | 226        | Website |                                           |
| 28   | Triathlon           | WT   | World Triathlon                                    | 172        | Website |                                           |
| 29   | Turnen              | FIG  | Fédération Internationale de Gymnastique           | 161        | Website |                                           |
| 30   | Volleyball          | FIVB | Fédération Internationale de Volleyball            | 222        | Website |                                           |
| 31   | Biathlon            | IBU  | Internationale Biathlon-Union                      | 53         | Website |                                           |
| 32   | Bobsport / Skeleton | IBSF | International Bobsleigh & Skeleton Federation      | 64         | Website |                                           |
| 33   | Curling             | WCF  | World Curling Federation                           | 45         | Website |                                           |
| 34   | Eishockey           | IIHF | Internationale Eishockey-Föderation                | 82         | Website |                                           |
| 35   | Eislauf             | ISU  | Internationale Eislaufunion                        | 101        | Website |                                           |
| 36   | Rennrodeln          | FIL  | Fédération Internationale de Luge                  | 53         | Website |                                           |
| 37   | Skisport            | FIS  | Fédération Internationale de Ski                   | 132        | Website |                                           |
| 38   | American Football   | IFAF | International Federation of American Football      | 73         | Website |                                           |
| 39   | Automobilsport      | FIA  | Fédération Internationale de l’Automobile          | 240        | Website |                                           |
| 40   | Bandy               | FIB  | Federation of International Bandy                  | 33         | Website |                                           |
| 41   | Baseball / Softball | WBSC | World Baseball Softball Confederation              | 141        | Website |                                           |
| 42   | Bergsteigen         | UIAA | Union Internationale des Associations d’Alpinisme  | 90         | Website |                                           |
| 43   | Billard             | WCBS | World Confederation of Billiard Sports             | 148        | Website |                                           |
| 44   | Boule               | CMSB | Confédération Mondiale des Sports de Boules        | 161        | Website |                                           |
| 45   | Bowling / Kegeln    | WB   | International Bowling Federation                   | 141        | Website |                                           |
| 46   | Bridge              | WBF  | World Bridge Federation                            | 123        | Website |                                           |
| 47   | Cheerleading        | ICU  | International Cheer Union                          | 116        | Website |                                           |
| 48   | Cricket             | ICC  | International Cricket Council                      | 108        | Website | 1900 olympisch                            |
| 49   | Eisstockschießen    | IFI  | International Federation Icestocksport             | 54         | Website |                                           |
| 50   | Floorball           | IFF  | International Floorball Federation                 | 52         | Website |                                           |
| 51   | Flying Disc         | WFDF | World Flying Disc Federation                       | 86         | Website |                                           |
| 52   | Karate              | WKF  | World Karate Federation                            | 200        | Website |                                           |
| 53   | Kickboxen           | WAKO | World Association of Kickboxing Organizations      | 126        | Website |                                           |
| 54   | Korfball            | IKF  | International Korfball Federation                  | 61         | Website |                                           |
| 55   | Lacrosse            | WL   | World Lacrosse                                     | 90         | Website |                                           |
| 56   | Luftsport           | FAI  | Fédération Aéronautique Internationale             | 87         | Website |                                           |
| 57   | Motorbootsport      | UIM  | Union Internationale Motonautique                  | 59         | Website | 1908 olympisch                            |
| 58   | Motorradsport       | FIM  | Fédération Internationale de Motocyclisme          | 123        | Website |                                           |
| 59   | Muay Thai           | IFMA | International Federation of Muaythai Associations  | 140        | Website |                                           |
| 60   | Netball             | WN   | World Netball                                      | 88         | Website |                                           |
| 61   | Orientierungslauf   | IOF  | Internationaler Orientierungslaufverband           | 76         | Website |                                           |
| 62   | Pelota              | FIPV | Federacion Internacional de Pelota Vasca           | 33         | Website | 1900 olympisch                            |
| 63   | Polo                | FIP  | Federation of International Polo                   | 83         | Website | zwischen 1900 und 1936 mehrfach olympisch |
| 64   | Racquetball         | IRF  | International Racquetball Federation               | 102        | Website |                                           |
| 65   | Rettungssport       | ILS  | International Life Saving Federation               | 100        | Website |                                           |
| 66   | Sambo               | FIAS | Fédération Internationale de Sambo                 | 75         | Website |                                           |
| 67   | Schach              | FIDE | Fédération Internationale des Échecs               | 200        | Website |                                           |
| 68   | Skibergsteigen      | ISMF | International Ski Mountaineering Federation        | 44         | Website | Olympische Jugendspiele                   |
| 69   | Sporttauchen        | CMAS | Confédération Mondiale des Activités Subaquatiques | 130        | Website |                                           |
| 70   | Squash              | WSF  | World Squash Federation                            | 149        | Website |                                           |
| 71   | Sumō                | IFS  | International Sumo Federation                      | 87         | Website |                                           |
| 72   | Tanzsport           | WDSF | World DanceSport Federation                        | 98         | Website |                                           |
| 73   | Tauziehen           | TWIF | Tug of War International Federation                | 75         | Website | von 1900 bis 1920 olympisch               |
| 74   | Wasserski/Wakeboard | IWWF | International Waterski and Wakeboard Federation    | 103        | Website |                                           |
| 75   | Wushu               | IWUF | International Wushu Federation                     | 155        | Website |                                           |